# بخش بوردوان
بخش بوردوان (به انگلیسی: Burdwan division) یک منطقهٔ مسکونی در هند است که در بنگال غربی واقع شده‌است. بخش بوردوان ۱۴٬۷۳۳٫۸۶ کیلومتر مربع مساحت و ۱۶٬۷۳۹٬۱۱۲ نفر جمعیت دارد.